# Liste der Nummer-eins-Hits in Norwegen (1965)
Diese Liste enthält alle Nummer-eins-Hits in Norwegen im Jahr 1965. Es gab in diesem Jahr 16 Nummer-eins-Singles.
| Singles |
| --- |
| - The Beatles – I Feel Fine - 6 Wochen (51/1964 – 3/1965) - Sven-Ingvars – Froken Fraken - 8 Wochen (4/1965 – 11/1965) - The Beatles – Rock And Roll Music - 3 Wochen (12/1965 – 14/1965) - The Rolling Stones – The Last Time - 1 Woche (15/1965) - France Gall – Poupée de cire, poupée de son - 1 Woche (16/1965) - The Beatles – Ticket to Ride - 4 Wochen (17/1965 – 20/1965) - Roger Miller – King of the Road - 4 Wochen (21/1965 – 24/1965) - Jailbird Singers – Där björkarna susa - 1 Woche (25/1965) - Hep Stars – Cadillac - 1 Woche (26/1965) - Elvis Presley – Crying In The Chapel - 2 Wochen (27/1965 – 28/1965) - The Spotnicks – Blue Blue Day - 4 Wochen (29/1965 – 32/1965) - The Beatles – Help! - 6 Wochen (33/1965 – 38/1965) - The Rolling Stones – (I Can’t Get No) Satisfaction - 5 Wochen (39/1965 – 43/1965) - Barry McGuire – Eve Of Destruction - 2 Wochen (44/1965 – 45/1965) - The Beatles – Yesterday - 5 Wochen (46/1965 – 50/1965) - The Beatles – Day Tripper - 7 Wochen (51/1965 – 5/1966) |

Siehe auch: Nummer-eins-Hits 1965 in  Australien, Belgien, Deutschland, Finnland, Frankreich, Irland, Italien, Kanada, den Niederlanden, Österreich, Spanien, den Vereinigten Staaten und im Vereinigten Königreich.